# اور (علامة مسمارية)

علامة "اور" المسمارية

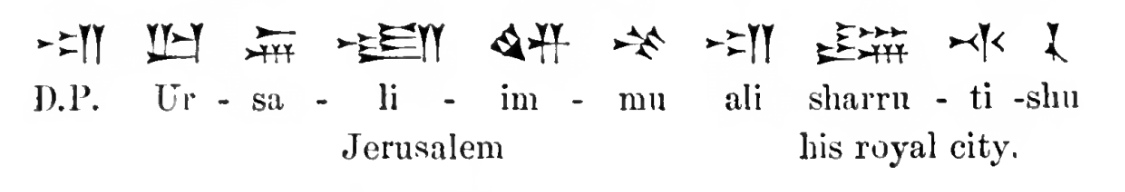
استخدام الحرف في كتابة اسم القدس.

العلامة المسمارية (أور) هي علامة شائعة الاستخدام في ملحمة جلجامش وحروف العمارنة وفي نصوص مسمارية أخرى. ولهذه العلامة استخدامات فرعية متعددة في ملحمة جلجامش. في الملحمة، أستخدمت أور في اللغة الأكادية في كلمة باربارو «الذئب»، وذكرت أور. بار. را (في اللوح السادس واللوح الحادي عشر).
كلمة أور المسمارية هي مقطع لفظي لـ «أور»، وحرف أبجدي لـ «أو» و «ر». في حروف تل العمارنة تم تهجئت لفظ «كلب» إما «أور. كي» أو «أور. كو»  ويمكن العثور على إشارة «الكلب» في العديد من أحرف تل العمارنة.
تم بناء الحرف المسماري الخاص بكلمة أور (رقم 575) في «شكل مربع مستطيل»، جالساً على خط أفقي طويل. يحتوي على عمودين على اليسار و 1 رأسي على اليمين. بُني ثلاث علامات أخرى بالمثل، ولكنها تحتوي على 1-عمودي في اليسار، مع 2-عمودي في اليمين لـ لو (المسماري) (مع 3 أفقية قصيرة في الوسط، رقم 537)، ونفس الشيء ولكن 1 فقط أفقي قصير في المركز، ib (مسماري) (أيضا ip، رقم 535). العلامة الثالثة المماثلة (رقم 536) لها علامة واحدة رأسية يمين ويسار، كو (المسمارية). يحتوي أيضًا على 3 أعمدة رأسية قصيرة في الوسط، ولكنه غالبًا ما يكون حرفًا مسماريًا مضغوطًا يكتب فوقه بالضربات الفردية، ويصعب تحديدها.

## استعمال ملحمة جلجامش
للكتابة المسمارية العديد من الاستخدامات الفرعية في ملحمة جلجامش . يمكن العثور على ما يلي: leq - (1) time، lik - (37)، liq - (3)، tas - (1)، taṣ - (2)، taš - (15)، tés - (1)، téš - (1)، ur - (93)، UR - (16) مرة.

### اقتباسات
1. 1 2  وصلة مرجع: https://html.spec.whatwg.org/multipage/syntax.html#character-references.
2. ↑  وصلة مرجع: https://www.unicode.org/Public/UCD/latest/ucd/NamesList.txt.
3. ↑  Parpola, 1971. The Standard Babylonian ملحمة جلجامش, Glossary, pp. 119-145, barbaru, p. 122.
4. ↑  ويليام إل. موران 1987, 1992. The Amarna Letters. EA 138, note 8, p. 224, & "Index of Words", p. 377.

### فهرس
- موران ، وليام ل. 1987، 1992. رسائل العمارنة. مطبعة جامعة جونز هوبكنز، 1987، 1992. 393 صفحة (softcover،(ردمك 0-8018-6715-0))
- Parpola ، 1971. الملحمة البابلية القياسية لجلجامش ، باربولا ، سيمو، مشروع نصوص النص الآشوري الجديد، ج 1997، اللوح الأول من خلال اللوح الثاني عشر، فهرس الأسماء، قائمة اللافتات، والمسرد- (ص. 119-145)، 165 صفحة.